# Préfecture de Hay Hassani
Pour les articles homonymes, voir Hassani.

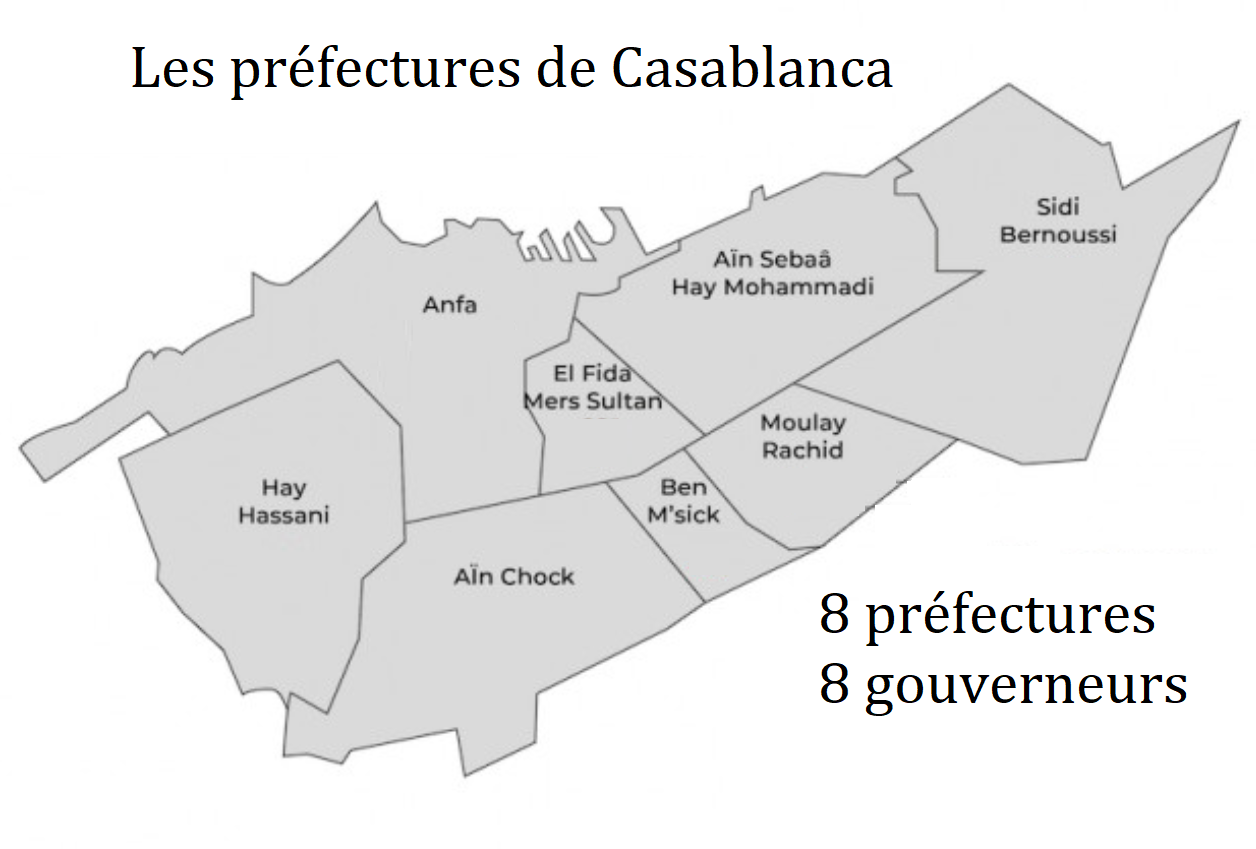

La préfecture de Hay Hassani est une des 8 préfectures d'arrondissements de Casablanca.
Son seul arrondissement est l'arrondissement  Hay Hassani.
Sa superficie est de 25,91 km² et sa population de 468 000 habitants (recensement 2014)[réf. nécessaire].
Sa gouverneure est Mme Khadija Benchouikh .  